# Johann Carl August Richter

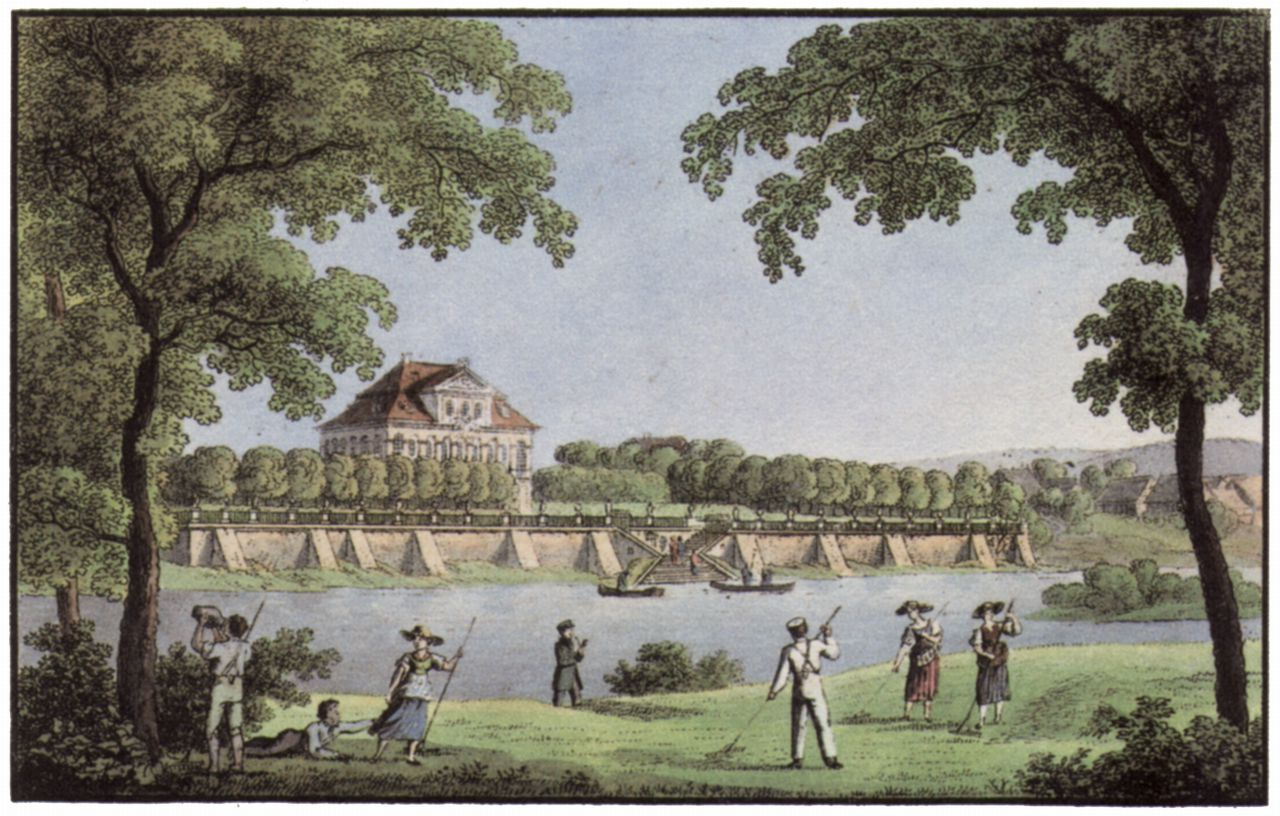
Richter: Schloss Übigau um 1850 von der Elbseite

Johann Carl August Richter (* 29. März 1785 in Dresden; † 11. Januar 1853 ebenda) war ein deutscher Zeichner, Graphiker, Maler, Radierer, Kupferstecher und Lithograf.

## Leben
Richter war ein Schüler von Adrian Zingg. Er war als Landschafts- und Architekturzeichner in Dresden tätig und fertigte Ansichten von Dresden und anderen sächsischen Städten sowie Landschaften, beispielsweise aus der Sächsischen Schweiz. Erhalten sind seine Werke überwiegend als kolorierte Kupferstiche.
Richter wird häufig mit Carl August Richter (1770–1848) verwechselt.
Publikationen (Auswahl)
- Dresden um die Mitte des 19. Jahrhunderts. Ergänzt durch zeitgenössische Texte und eingeleitet von Heinz Knobloch. Zentralantiquariat der DDR, Leipzig 1984, OCLC 74708939 (Ausgabe für Westdeutschland).